# 日本橋 (東京都中央区の橋)
日本橋（にほんばし）は、東京都中央区の日本橋川に架かる橋。もともとは江戸時代初期の1603年（慶長8年）に、江戸で最初に町割りが行われた場所にあった川に架けられた木造の橋で、その後何代にもわたり架け替えられた。現在の橋は1911年（明治44年）に竣工した石造りの2連アーチ橋で、国の重要文化財にも指定されている。また、この日本橋の存在から周辺地域も日本橋と呼ばれるようになった。

## 概説
日本橋の架橋と橋名の由来
徳川家康は慶長8年（1603年）、征夷大将軍に就任して江戸幕府を開いたが、寛永中後期に三浦浄心が著した『見聞集』によると、日本橋は家康が行った江戸大普請で、江戸の町割を新たに行った際の慶長8年（1603年）3月3日（1603年4月14日）に初めて架橋されたとある。橋の名前は、日本国中の人が集まって架けたことから「日本橋」と名付けられたとか、特に名前は付けられていなかったが、不思議と皆が同じように「日本橋」と呼ぶようになった、と説明されている。この最初の日本橋は、木造の太鼓橋であった。
江戸後期の江戸の地誌『御府内備考』には、「此橋江戸の中央にして諸国よりの行程もここより定められるゝ故、日本橋の名あり」との記載が見られる。
慶長9年（1604年）までに、日本橋を基点として五街道が整備され、一里塚が築かれた。
1618年（元和 4年）には最初の架け替えが行われた。『見聞集』の作中には、日本橋の様子が下記のように述べられている。
 大川なれとも、川中へ、両方より石垣をつき出し、かけ給ふ、敷板のうへ、三十七間四尺五寸（約69メートル）、広四間弐尺五寸（約8メートル）なり、此橋におゐては、昼夜二六時中、諸人、群をなし、くびすをついて、往還にたゆることなし
—三浦浄心、『見聞集』巻5(1)「日本橋市をなす事」より
日本橋は人通りが多かったため、歌舞伎の興行の案内などの高札が立てられた。
以降、大火で焼け再建を繰り返した歴史については#歴史の節を参照のこと。
現在の橋
2025年現在の日本橋は1911年（明治44年）に竣工した石造2連アーチ橋である。東京都中央区の日本橋川に架かっており、日本橋（町）と日本橋室町を結んでいる。
現在の日本橋は米元晋一が設計し、妻木頼黄が装飾を担当した。橋長49メートル、橋幅28メートル、アーチ径間が21メートル。壁石は「切石積み」であり、翼壁上に湾曲形の「袖壁」をめぐらせている。装飾用材は全て青銅で、橋の中央及び橋台部の4隅に「花形ランプ付方錘柱」を建て、各柱座に麒麟の像を配置している。ルネッサンス式橋梁の本体に和漢洋折衷の装飾が調和している。1999年（平成11年）には、技術的にも意匠的に優れた明治期を代表する石造アーチ道路橋であることが評価され、国の重要文化財に指定された。
なお、橋の上には中央通りが通っている。
道路元標との関係
日本橋は江戸時代から東海道の基点とされていた。
1873年（明治6年）12月20日、明治政府は太政官達第413号で各府県ごとに「里程元標」（りていげんぴょう）を設けることを定めた。1911年（明治44年）、政府は当時の道路法施行令第八条（下記）に基づいて、日本橋の架橋工事を行った際に橋の中央に「東京市道路元標」を設置した。
1919年（大正8年）に制定された旧道路法でも（日本国全体の道路元標にあたる）「東京市道路元標」の位置は日本橋の中央と定められていた。
大正9年4月1日に道路法にもとづいて認定された「国道の一覧」という文書（大正9年内務省告示第二十八号）でも「国道の起点は日本橋」とされている。
なお、「東京市道路元標」の役割を担った物体は、道路元標としてだけでなく同時に東京都電の本通線の架線の柱としても利用されていたが、1972年（昭和47年）に道路改修を行った際に日本橋の北西に「元標の広場」が造られそこに移設され、柱状の元標が撤去された跡には、代わりに（金属プレート製の）「日本国道路元標」が埋め込まれた。日本の国道の起点となっている。

## 歴史

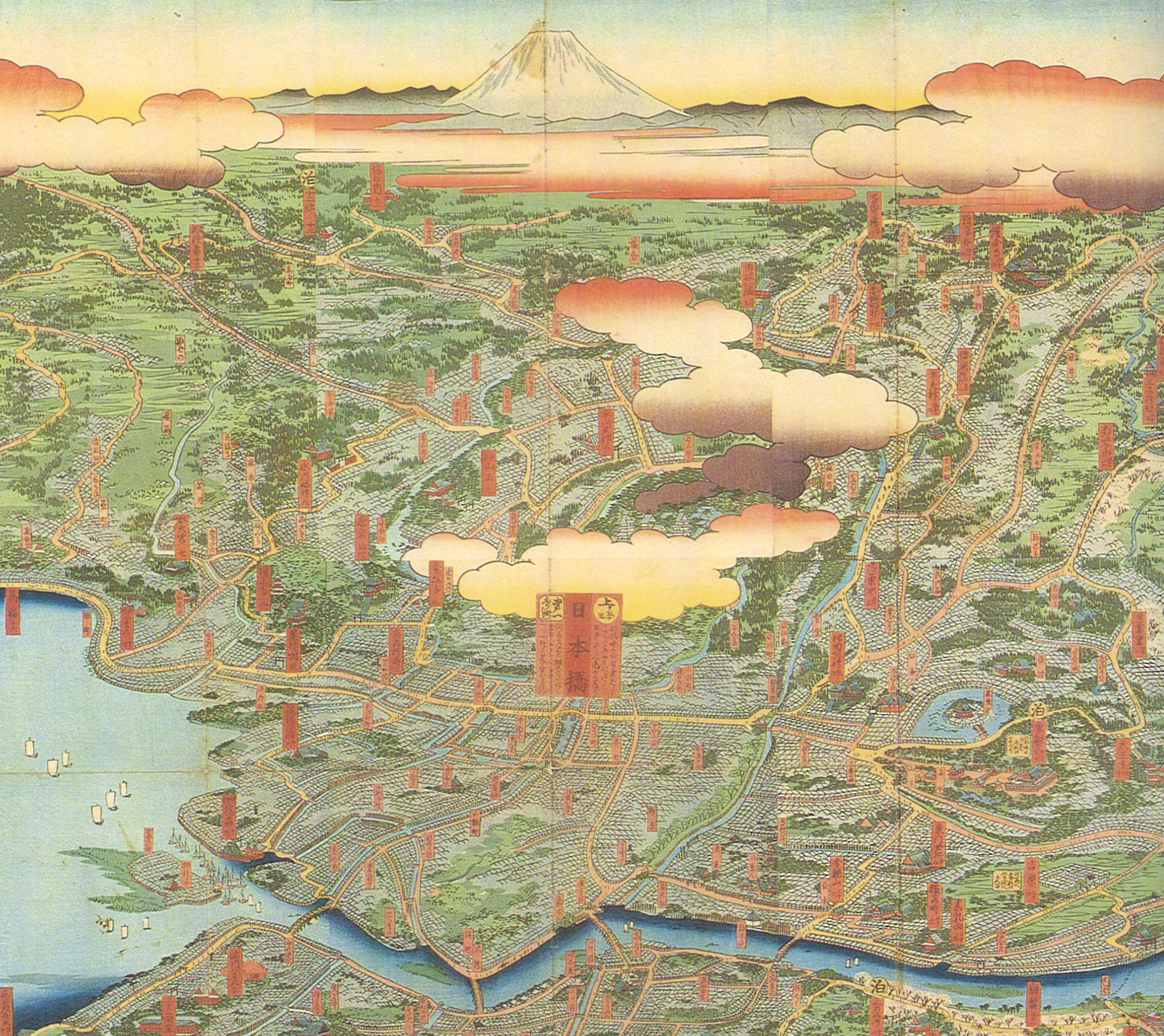
江戸時代の日本橋の位置づけが分かる図。赤い札が、日本橋のものだけ特別に大きい。

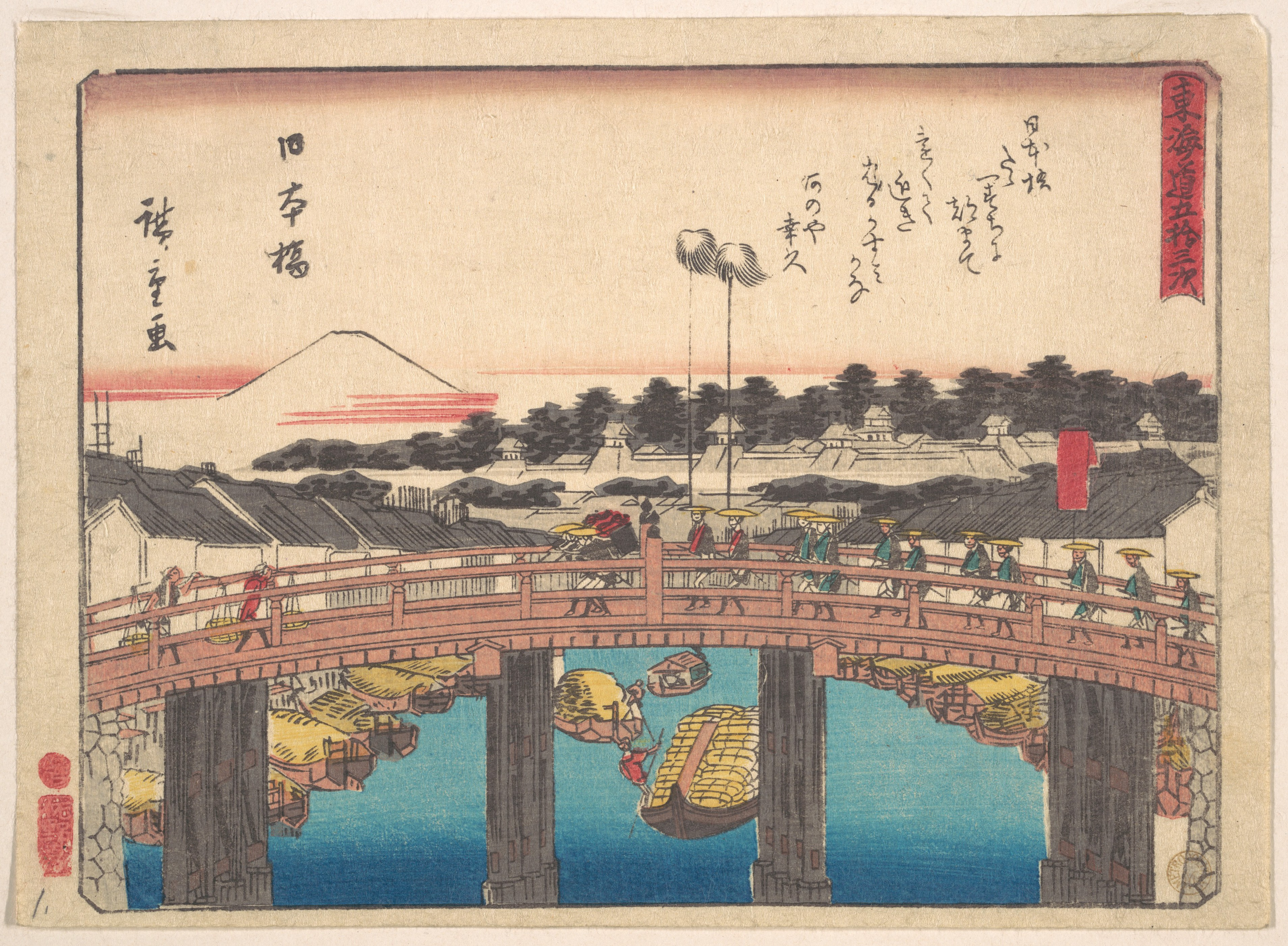
江戸時代の日本橋　東海道五十三次広重画

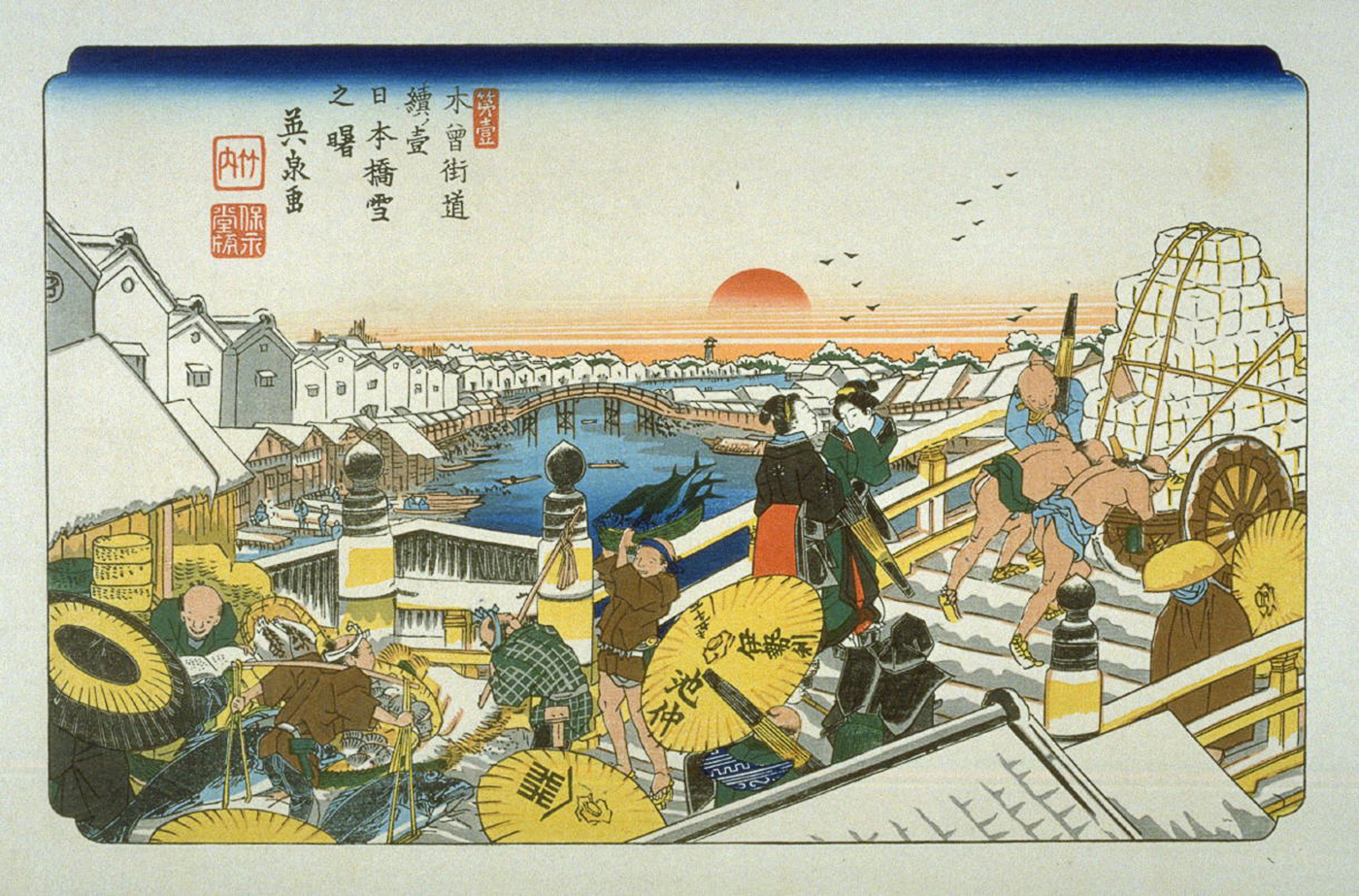
「木曽海道六十九次 木曾街道 續ノ壹 日本橋 雪之曙」英泉画

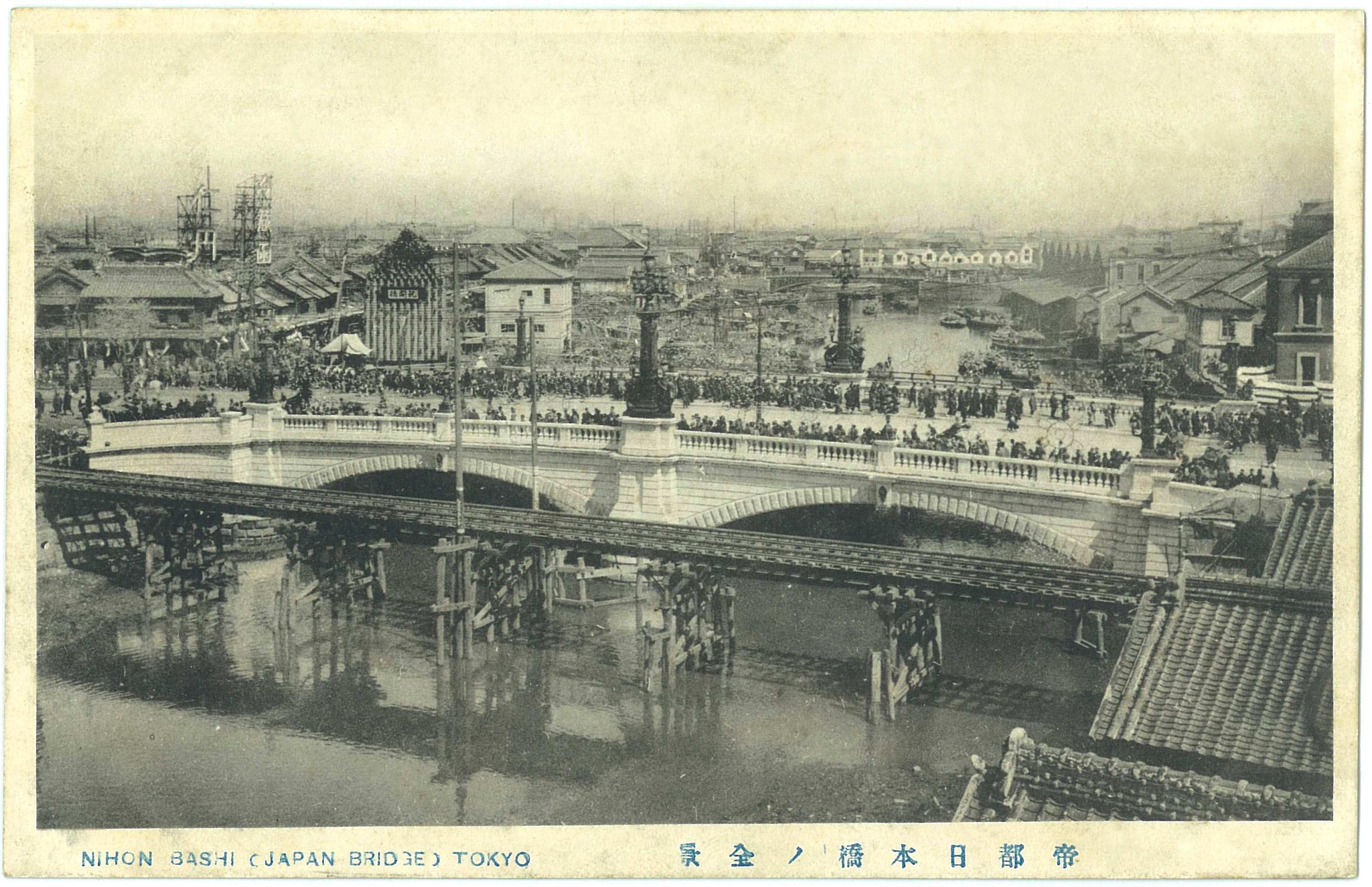
1911年（明治44年）見物人で賑わう現在の橋の開橋直後

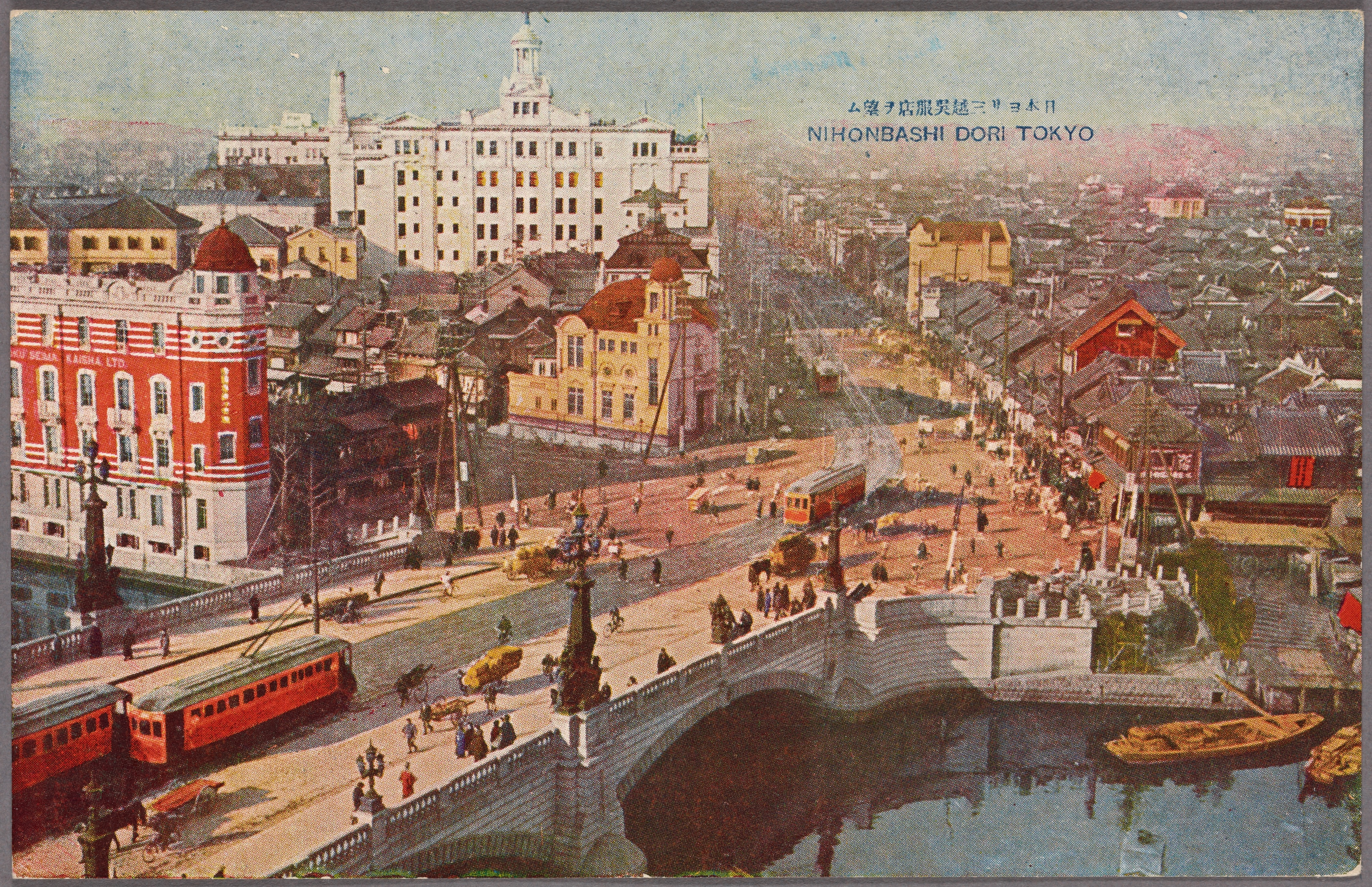
1922年（大正11年）の日本橋

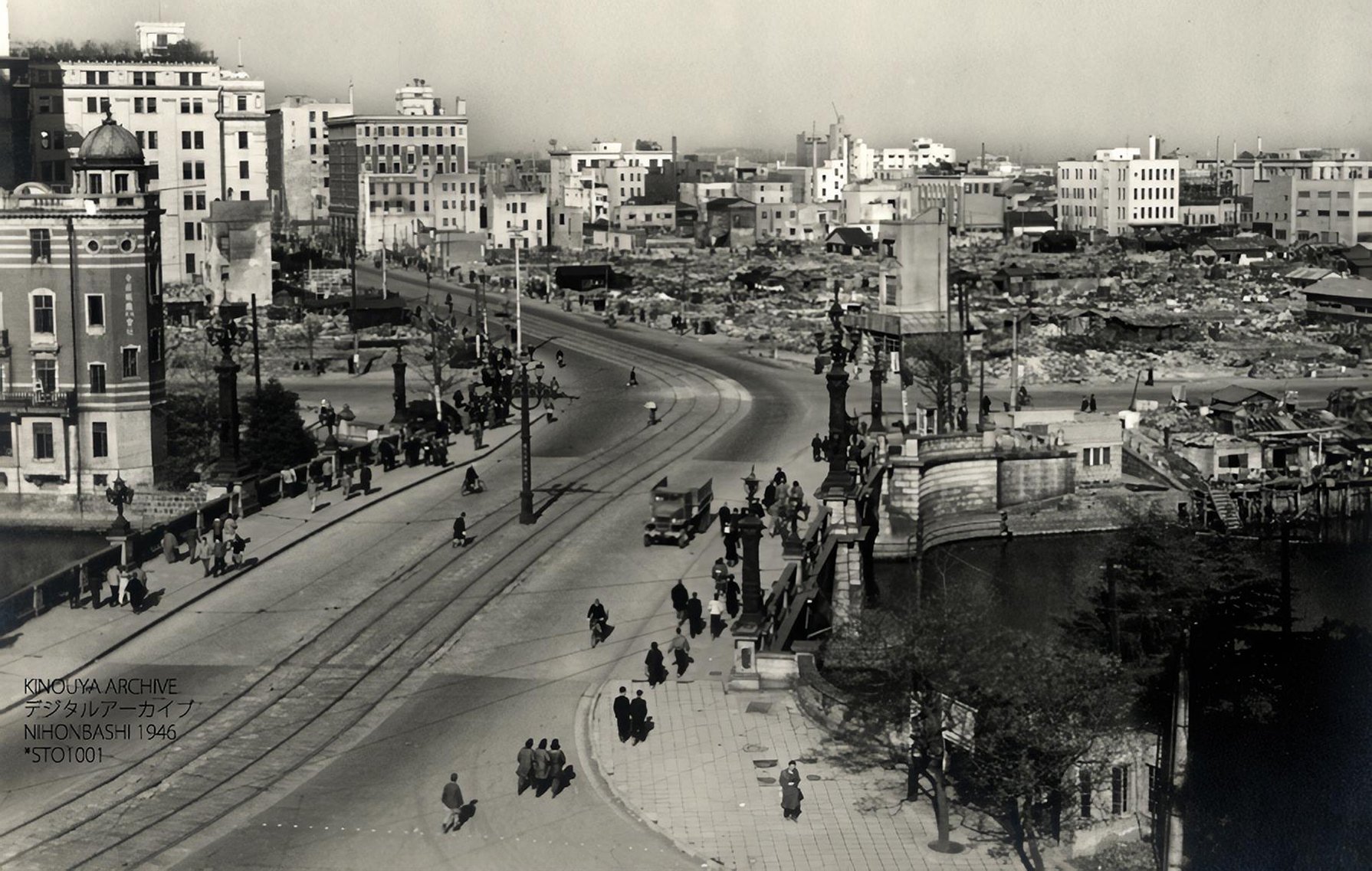
1946年（昭和21年）終戦直後

### 江戸時代
江戸時代中の全焼・半焼と再建
江戸は火事が多く、日本橋は江戸時代を通じて幾度も焼け落ちている。記録から確認される限り、1657年（明暦3年）の明暦の大火による最初の焼失を含め、幕末までに日本橋は10回も焼け（全焼8回、半焼2回）、そのたびに再建された。

### 明治時代以降
明治時代以降は年表で説明する。
- 1872年（明治5年）     
木造橋として最後の改架。費用は日本橋魚河岸の魚問屋組合が負担[4]
- 1885年（明治18年）2月24日
江戸時代の五街道の起点を継承し、国内すべての国道の起点となる。（大正時代の軍事国道は除く）
- 1898年（明治31年）4月12日
東京奠都30年を記念して橋の両端に杉細工の「緑門」と呼ばれる鳥居が建てられた。鳥居の失われた時期は不明。
- 1903年（明治36年）11月25日
橋上を路面電車（東京電車鉄道）が初めて運行した[16]。
- 1911年（明治44年）4月3日
現在の石造二連アーチ橋が架けられた。20代目(後述)。
- 1945年（昭和20年）3月10日
東京大空襲で被災。現在も焼夷弾跡が残っている。
- 1952年（昭和27年）12月4日
それまで軍事国道を除くすべての国道の起点となっていたが、道路法全面改正に基づき7路線のみの起点となる。
- 1963年（昭和38年）
橋の直上に首都高速道路（首都高速都心環状線）が建設された。
- 1999年（平成11年）
国の重要文化財に指定される。
- 2005年（平成17年）7月4日
アジアハイウェイ道路網に関する政府間協定発効により、日本からトルコとブルガリアとの国境付近に至るアジアハイウェイ1号線の起点となる。
- 2010年（平成22年）
架橋100周年（2011年4月）を記念し、洗浄再生する「日本橋クリーニングプロジェクト」を11月1日から12月8日まで実施[17]。

### レプリカ
江戸時代の木造の日本橋はすでに失われたが、そのレプリカは各所に存在する。
- 橋の北側部分を原寸で復元したものが東京都江戸東京博物館の常設展示室に存在し、6階の入口を入ってすぐの場所にある。
- 東京国際空港（羽田空港）第3ターミナル内には「はねだ日本橋」という幅・長さとも半分のサイズの橋がある。
- 東映太秦映画村と日光江戸村にも小型の日本橋がある。

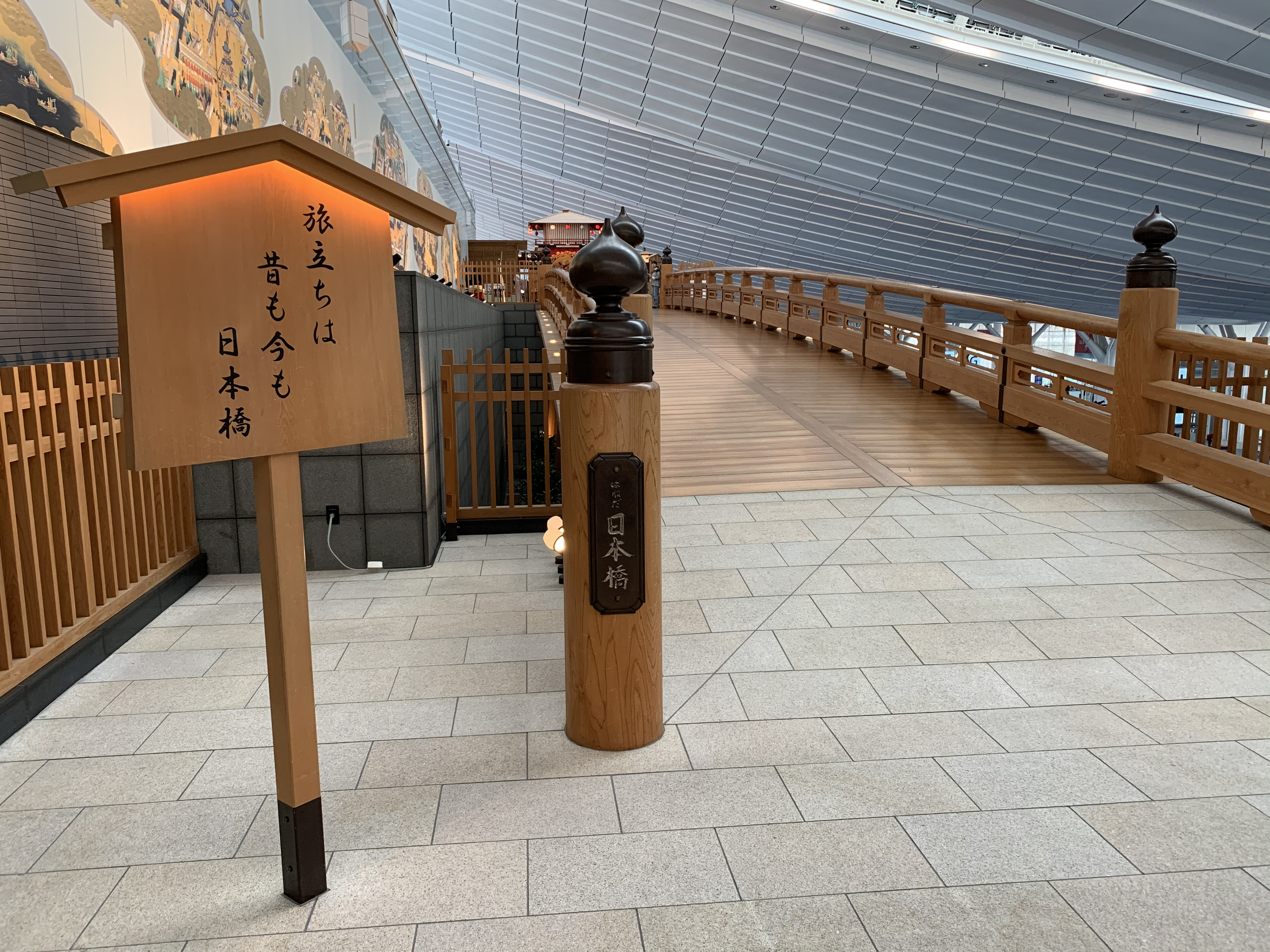
羽田空港第3ターミナルに再現された「はねだ日本橋」
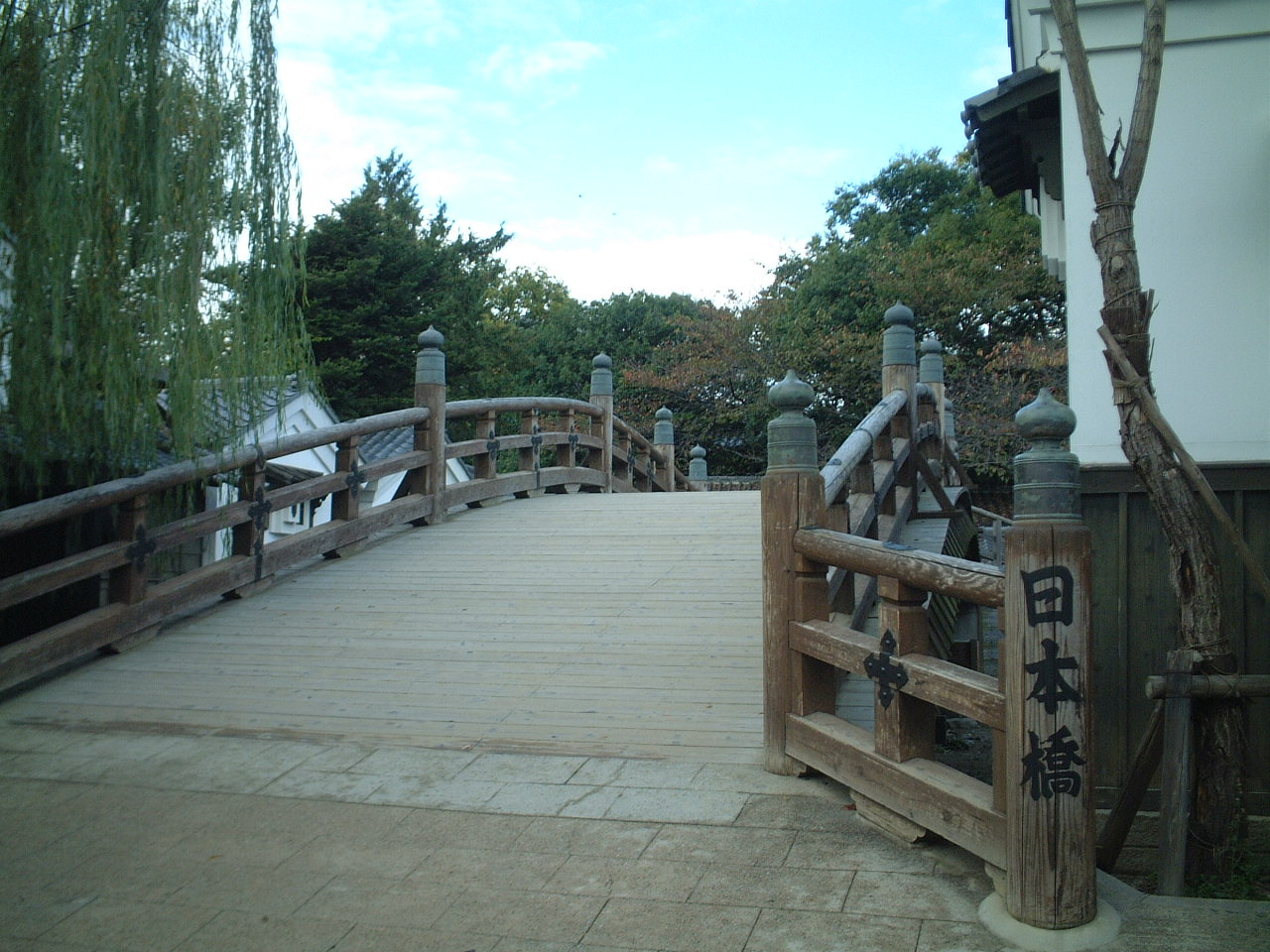
京都市の東映太秦映画村に再現された日本橋

## 現在の橋梁

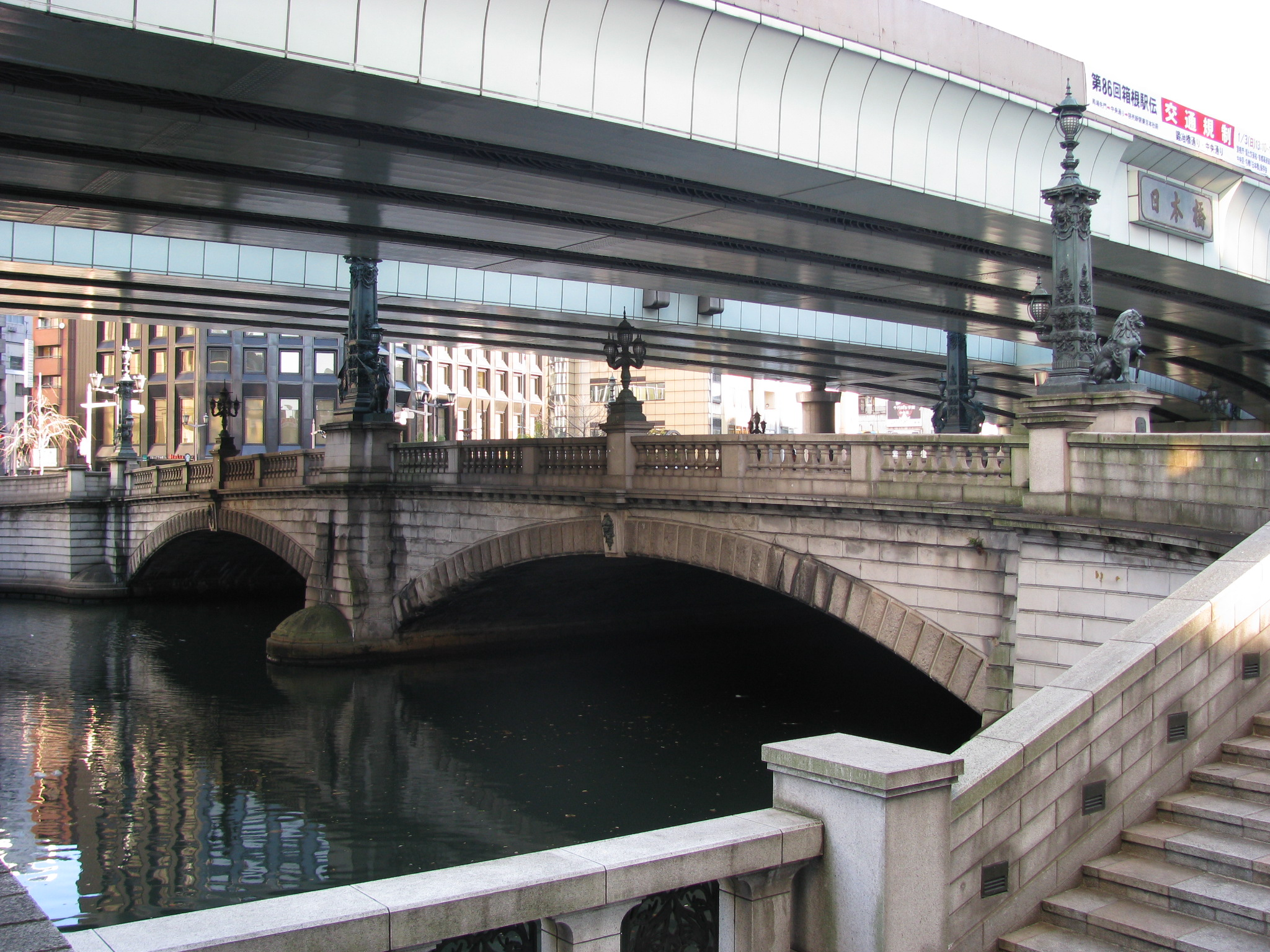
日本橋

2022年現在の橋は20代目に当たるとされる。1903年（明治36年）の市区改正計画により、幅6間以上の橋梁は鉄橋もしくは石橋を架設することに定められたため、木造だった以前の橋（明治5年築）に替わり、大都市東京にふさわしい新たな橋として1908年（明治41年）に着工、1911年（明治44年）に完成した。石造二連アーチ橋で、橋の長さ49メートル (m)、幅27.3 m、設計は東京市橋梁課長の樺島正義と主任技師の米本晋一による。
路面電車（後の都電）を通すことが決まっていた路面はわずかにアーチを描き、橋脚と橋台は山口県産の名石、側面は真壁石、アーチ部分と道路の表面は稲田石を使っている。内部は、最も荷重の掛かる両端がコンクリートで、さほど荷重の掛からない中央部分が煉瓦。推定寿命は1000年程度とされる。
装飾顧問は妻木頼黄、装飾制作は東京美術学校、青銅像の原型製作は渡辺長男が担当した。西洋的な基本デザインに、麒麟と獅子の青銅像や一里塚を表す松や榎木を取り入れた柱模様など、日本的なモチーフを加えた和洋折衷の装飾になっている。麒麟像には日本の道路の起点となる日本橋から飛び立つというイメージから翼が付けられ、奈良県手向山八幡宮の狛犬やヨーロッパのライオン像などを参考にした獅子像は東京市の紋章を手にしている。
なお橋柱の銘板にある「日本橋」の字は徳川慶喜の揮毫である。大正天皇は、現在の石橋に架け替えられた2年後に当たる1913年（大正2年）の作とされる漢詩「日本橋」の中で、「日本橋」の名は日本の道路の起点として名に恥じぬふさわしい風格を備えているという意味の橋を賞賛する詩を詠んだ。

### 文化財としての日本橋の逸話
現在の日本橋は20代目であり、1999年（平成11年）5月13日に国の重要文化財（建造物）に指定されているが、開通当初は否定的な評価が多く、当時でも石橋は時代遅れという指摘や中途半端な和洋折衷様式が批判されていた。
現在、周辺の企業や住民が力をあわせ、名橋「日本橋」保存会を組織して、橋の清掃などを行っている。
現在の日本橋（重要文化財）のギャラリー
- 「花形ランプ付方錘柱」の台座に据えられた"麒麟" 像。
- "麒麟" 像。シンメトリックに配置されている。
- 橋柱の銘板「日本橋」（徳川慶喜の揮毫）
- 「花形ランプ付方錘柱」のランプが夜間に点灯した状態
- 日本橋親柱の獅子と東京市章
- 日本橋の欄干の焼夷弾跡（2010年12月10日撮影）
- 同左（2010年12月10日撮影）

## 道路元標との関係

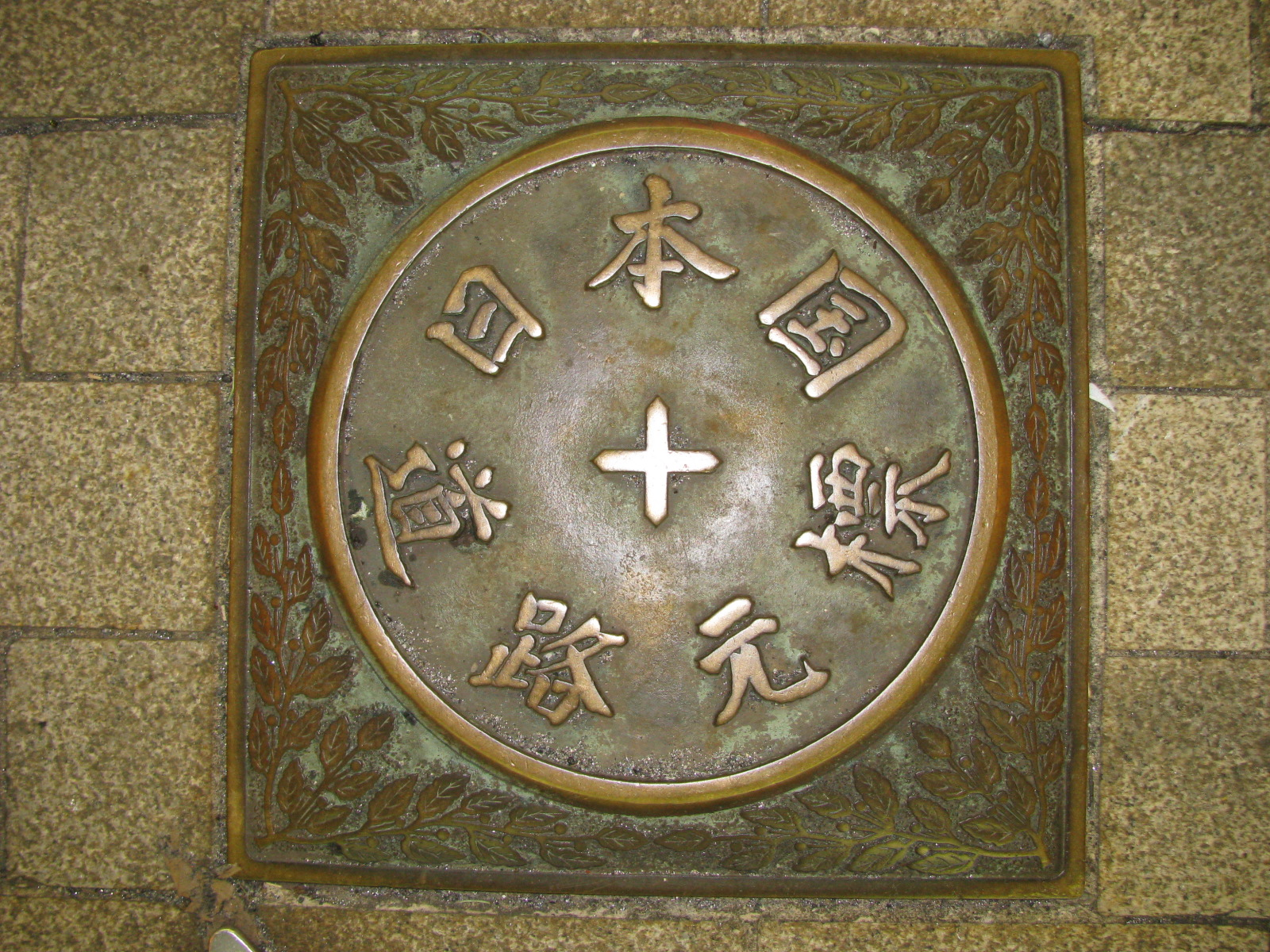
日本橋の中央に埋め込まれている日本国道路元標

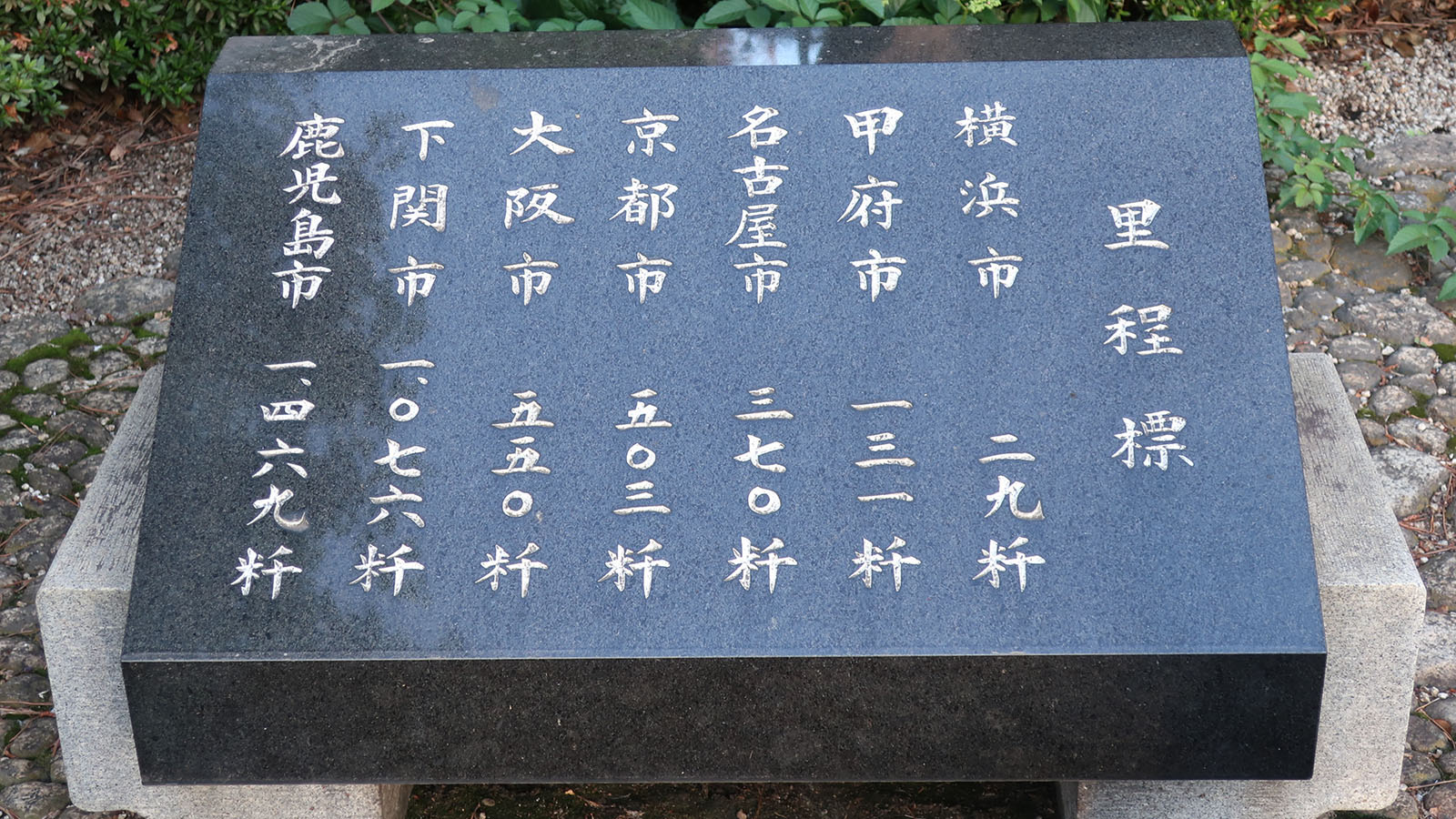
日本橋 里程標（西日本方面）

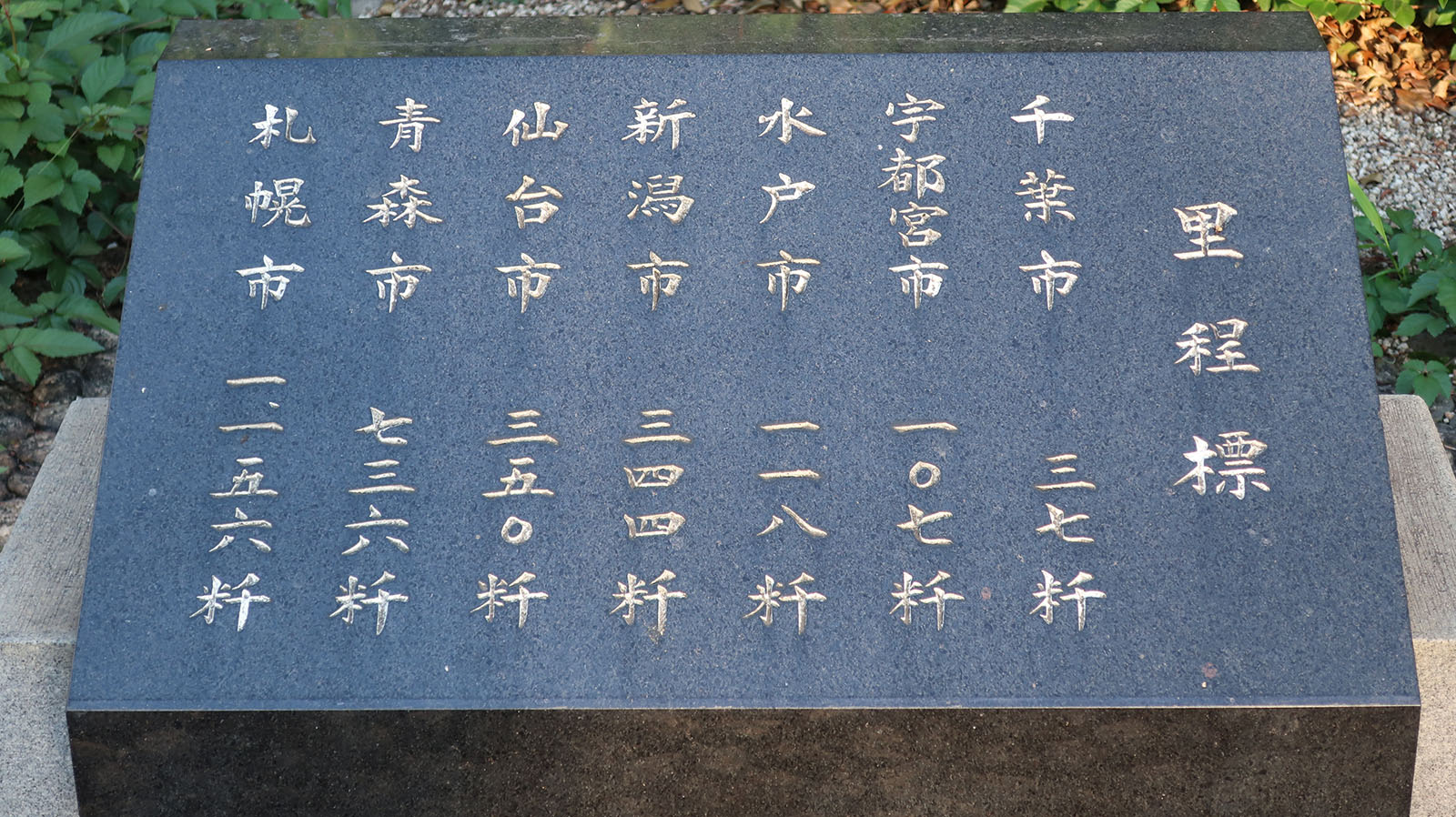
日本橋 里程標（東日本方面）

戦前の道路法では、各市町村に道路の始点となる道路元標の設置を義務付けていた。その場所は概して市役所や県庁などとされていたが、首都たる東京市は江戸時代を踏襲して日本橋を道路元標とした。道路元標の起源は、1604年（慶長9年）に江戸幕府が日本橋を五街道の起点と定め、全国の里程（りてい）の起点としたことによる。明治以降も、1873年（明治6年）に、日本橋は諸街道の起点と定められ、橋の中央をもって国内諸街道の元標とされた。1911年（明治44年）に現在の日本橋に架け替えられたときに、橋の中央に「東京市道路元標」が設置され、1972年（昭和47年）の道路改修が行われた際に、「東京市道路元標」が日本橋の北西側の袂（たもと）に移設され、その撤去跡に「日本国道路元標」が埋め込まれた。
現行の道路法では道路元標に関する規定はないが、50センチ四方のブロンズ製の日本国道路元標は、現在も橋の中央帯に埋め込まれている（道路元票の字を揮毫したのは当時内閣総理大臣であった佐藤栄作）。橋の北西側にある東京市道路元標の近くにレプリカが展示されており、そばに各都市への里程標が刻まれた黒御影石も設置されている。
現在、日本橋を始点としている一般国道は、以下の7本である。
- 国道1号（終点：大阪市・梅田新道）東海道[注釈 3]
- 国道4号（終点：青森市・青い森公園前）日光街道[注釈 4]／奥州街道[注釈 5]
- 国道6号（終点：仙台市・苦竹IC）水戸街道[注釈 6]
- 国道14号（終点：千葉市・広小路交差点）通称千葉街道
- 国道15号（終点：横浜市・青木通交差点）旧東海道
- 国道17号（終点：新潟市・本町交差点）中山道[注釈 7]
- 国道20号（終点：長野県塩尻市・高出交差点）甲州街道[注釈 8]／（中山道）[注釈 9]

橋の中央部が上記7本の国道の起点であり、国道1・15・20号が橋の南方向へ、国道4・6・14・17号が北方向へ伸びている。日本橋近辺ではそれぞれ重複しているので、地図や標識では上位路線である国道1・4号の2本だけが案内されている。うち、国道6・14号以外の5路線が江戸時代の五街道を引き継いでいる（区間は完全一致するものではない）。
「日本橋からの距離（国道）の項も参照」
また、江戸時代初期から道路の始点であった日本橋の周辺には早くから商店が軒を連ねていた。現在も、三越や髙島屋などの百貨店が存在する。

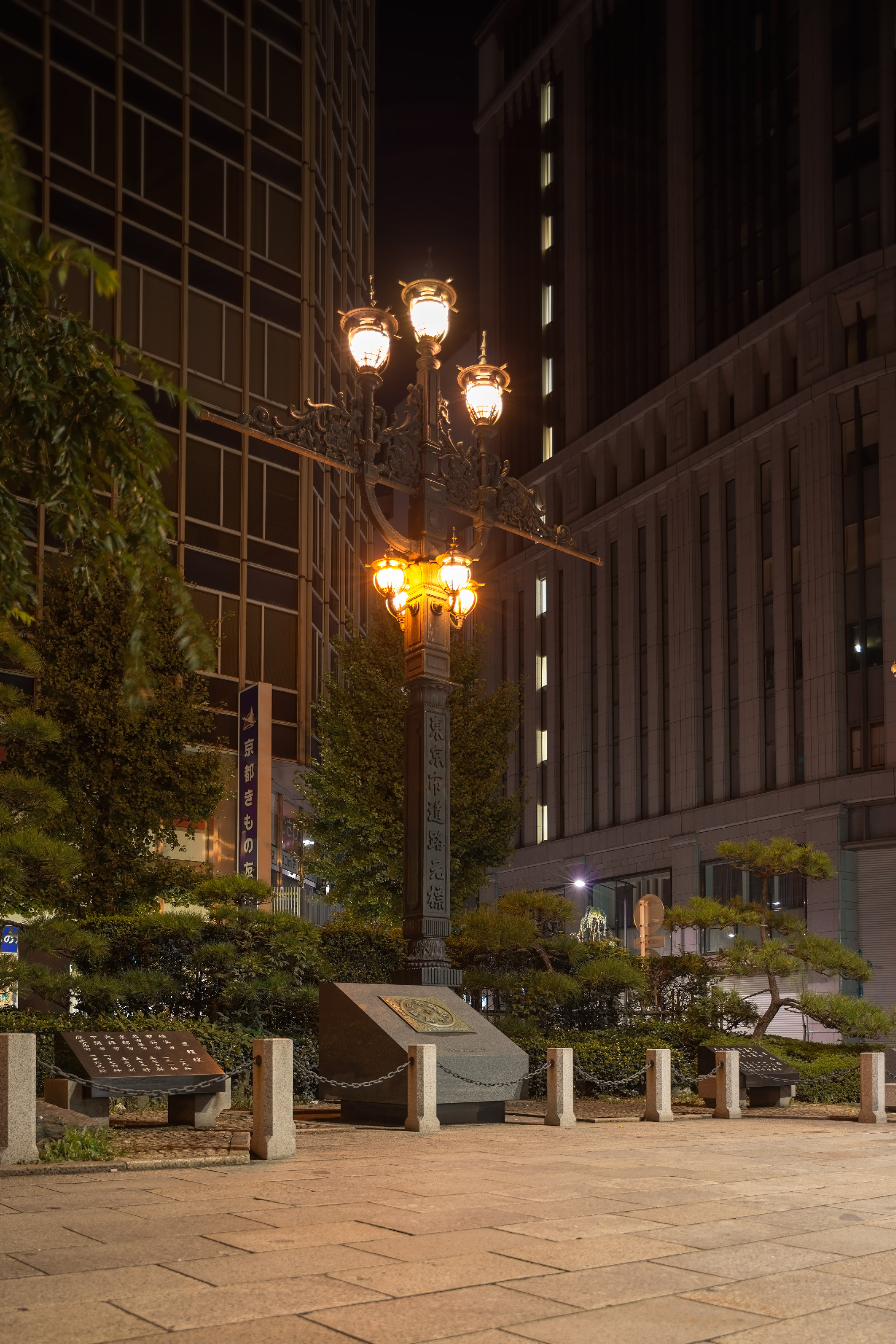
旧東京市道路元標（1972年に橋たもとの「道路元標の広場」に移設され保存されている。石に埋め込まれた道路元標はレプリカ。）
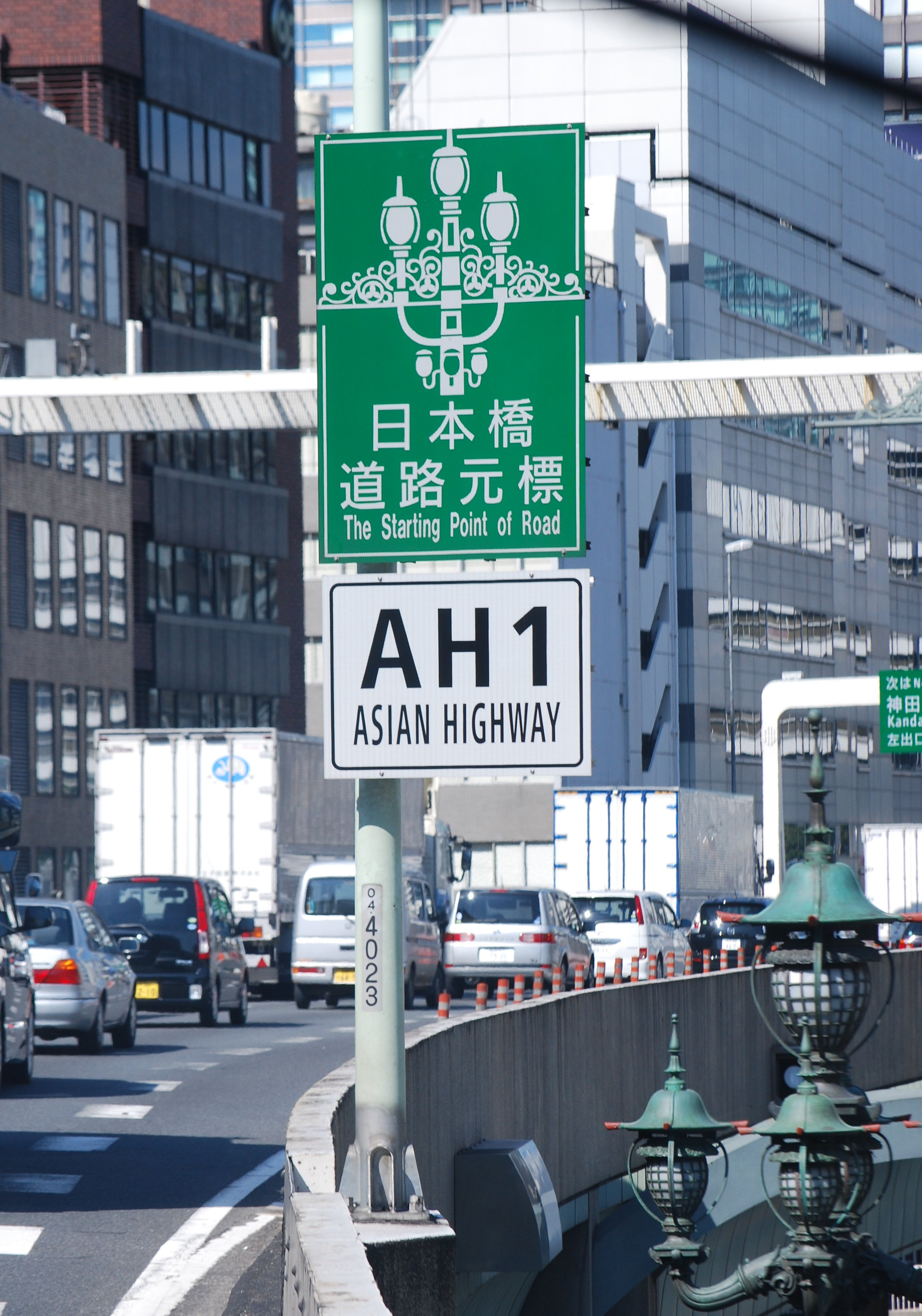
アジアハイウェイ1号線の起点である日本橋の上の首都高速に設置されたAH1の標識

## 首都高速道路と日本橋の関係

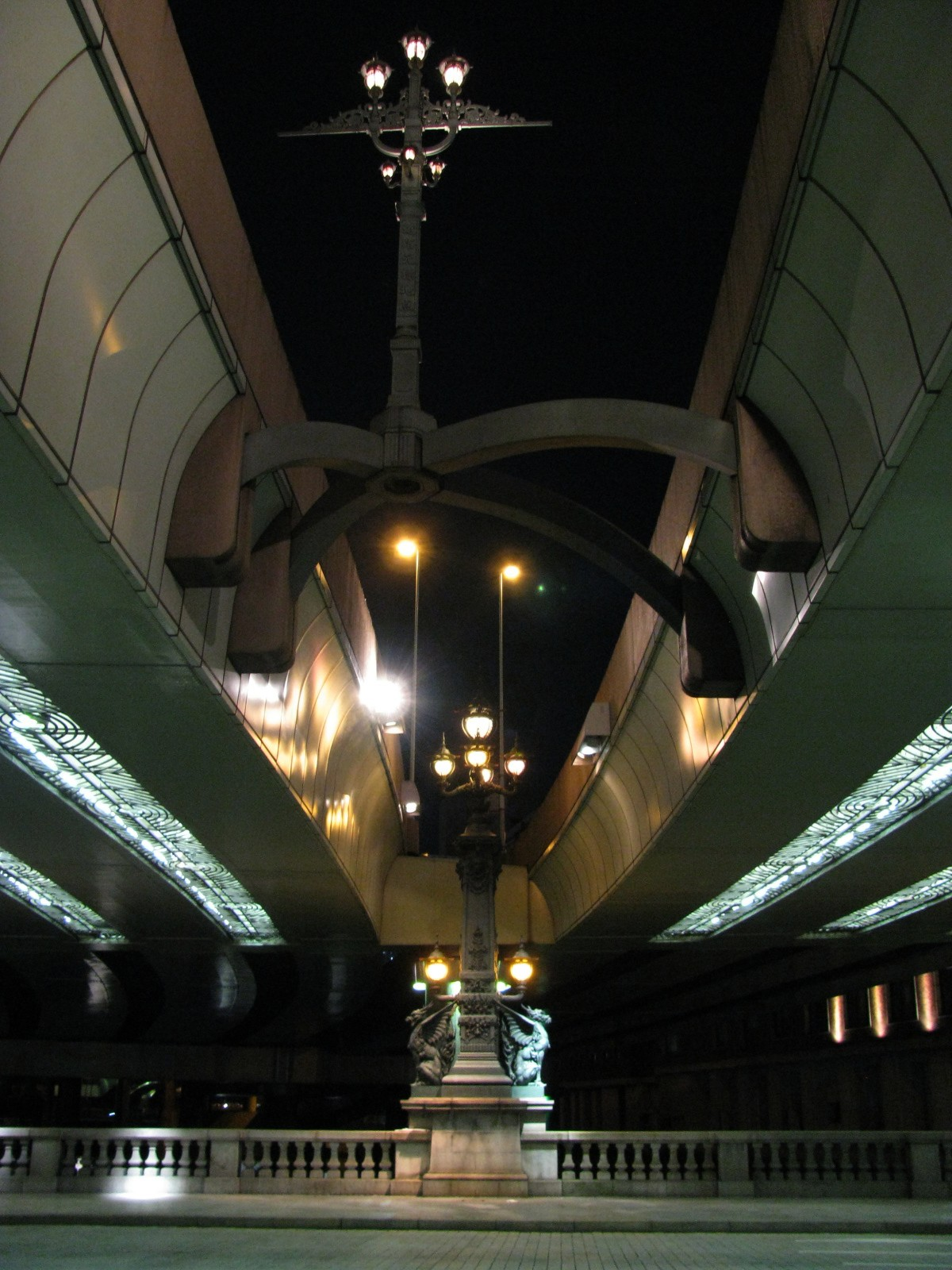
日本橋の上に覆いかぶさっている首都高速

「首都高速都心環状線は、1964年東京オリンピックに間に合わせるために日本橋の上空に道路高架橋を建設する計画がなされた」と言われることがあるが、オリンピック招致可決以前に日本橋川を首都高速が通ることは決まっていた。
- 1953年（昭和28年）4月 : 慢性的な交通渋滞の緩和を目指し、「首都高速道路に関する計画」を首都建設委員会が勧告。路線網（5路線49キロメートル）は現在のように河川や公有地の上を通過するものではなかった。
- 1957年（昭和32年）
  - 7月 : 建設省が「東京都市計画都市高速道路に関する基本方針」を発表。「路線の経過地の選定にあたっては市街地の土地利用を考慮し原則として家屋の密集地を避け、つとめて不利用地、治水利水上支障のない河川又は運河を使用する」とされた。
  - 11月 : 東京都都市計画高速道路調査特別委員会が首都高速道路網計画を策定、報告。首都高速の当初の路線網はこの段階で概ね決定された。ただし、日本橋の下を首都高速が通り、6号線は江戸橋ジャンクションから小船町、浜町を経由して両国に至るルートであった。
- 1958年（昭和33年）
  - 4月 : 国会でオリンピック東京招致決議案を可決。
  - 7月 : 首都圏整備委員会が首都高速道路網計画を含んだ首都圏整備計画を決定、告示。
  - 12月 : 東京都市計画地方審議会が首都高速道路計画を一部保留して付議どおり議決し、建設大臣に答申。
- 1959年（昭和34年）
  - 2月18日 : 朝日新聞「都の高速道路計画反対へ　中央区議会」と報じる。
  - 4月8日 : 首都高速道路公団法が可決、成立。
  - 5月26日 : 東京オリンピック開催決定。
  - 6月17日 : 首都高速道路公団設立。
  - 8月7日 : 東京都市計画地方審議会で保留部分につき原案どおり議決。

1957年（昭和32年）段階では、「外濠と日本橋川を利用する区間については神田川との治水上の関連を慎重に検討のうえ可能ならば河床を通すこととし、もし困難な場合は高架方式又はその他の方法を検討し採用する。」とされたが、1958年（昭和33年）9月の狩野川台風による都市型水害が発生したことを踏まえ、日本橋川付近は河積を確保するために高架構造とした。首都高速道路公団理事であった西畑正倫は「名橋日本橋の風致を阻害しないよう、地元ではこの橋の下を隧道で通るように強く要望されたが、日本橋の河積を狭めることは殆ど不可能なので、現状で折り合って戴いた。」と記している。
首都高速道路公団では線形が決定した1960年（昭和35年）12月に橋梁設計会社20社から広くアイデアを募り、構造型式選定の資料とした。そのデザイン案では、アーチ型や梯型ラーメン橋等のものがあった。そのパースのうちのいくつかが「日本橋及び江戸橋周辺の高速道路について」に掲載されている。
上記「日本橋及び江戸橋周辺の高速道路について」では、「日本橋には高い道路元標や街燈があり、地元の要望等により取壊しが不可能のため、高速道路は上り下り車線を分離せねばならなかった（元標等を高速道路がオーバーする為には縦断勾配がここで山になり交通上支障となり又車線を分離しないと既存街路の採光上問題となる）」としている。
完成した首都高速について、当時は「ビルの谷間に美しい曲線を描く江戸橋インターチェンジ」等と評された。また1964年（昭和39年）7月に発行された首都高速道路開通記念切手の意匠には「日本橋付近の高速道路」が選ばれた。
「名橋「日本橋」保存会」（#外部リンク参照）副会長でもある細田安兵衛・榮太樓總本舗相談役は、日本経済新聞のインタビューにおいて「建設前に、地元で議論とか反対とかなかったのですか」との問いに対し「全然、記憶にないね。当時、私の父も含めて日本橋の旦那衆は、高速道路なんて見たことなかったんだ。私のじいさんなんて『なんだ、高速道路はもっと（背が）高いのかと思ったよ。随分低いんだな』と。そんな笑い話もあるくらい、よく知らなかった。むしろ便利になるからいいことだと。手塚治虫さんが描いた未来都市のイメージで、『羽田空港から日本橋まで15分で着いちゃうらしいぞ』『それは、すごいね』なんて気楽な話をしていた。『国策として大事な時に、お上のいうことに反対するなんてみっともねえじゃないか』という思いもあった。そんな時代だよ。」と答えている。一方で細田は、対談「21世紀の日本橋を考える」において「日本橋のほうは橋の上に高速道路を掛けるときもいま一つ反対の声が弱かった」「この点は反省部分がありますね」と、地元では反対意見はあったが弱かった旨を語っている。
当時の報道では、「名橋「日本橋」の上をまたいで四号線が通るのは絶対反対、すれすれでよいから日本橋の下を通るべきだ」と地元の絶対反対との声を紹介している。
東京都建設局において首都高速道路の計画にあたっていた 山田正男は、「昭和33年のたしか12月29日だな。34年度の予算を国会に間に合わすために首都高速道路計画を早く都市計画として決めないといかん。予算編成に間に合わないと首都高速道路公団法が提案できない。そこで12月の25、6日頃でしたか、計画を決めるため都市計画審議会を開いた。そして、中央区を通過する1号線の一部だけ保留して計画を決めたんですよ。そしたら御用納めの翌日に、石島さん（引用者注：石島三郎東京都議会議員）から日本橋公会堂にお呼び出しを受けたわけです。そしてだいぶ反対派の罵詈雑言を浴びましたがね。」とオリンピック決定前における地元の反対状況を語っている。
なお、首都高速道路公団理事長（当時）神崎丈二は、対談「仁丹の広告塔も見ゆ橋も見ゆ」において「高松宮様から東京都知事をとおして、日本橋はどうにかならないものだろうか-とお話がありました」と明かしている。
首都高速道路6号線は、当初の都市計画決定では江戸橋ジャンクションから小船町、浜町を経由して両国に至るルートであったが、「芳町-浜町間を道路にすれば人家約二百軒が整理が必要となる」「移転はまっぴら」とオリンピック決定前から地元は反対していた。そのため「この大きな犠牲を極力回避するよう地元関係権利者の人達より叫ばれていた」「都の関係局が種々検討した結果、日本橋川、箱崎川等にルートを変更した」として、1970年（昭和40年）3月6日に都市計画決定を変更する告示がなされた。江戸橋ジャンクション以東の首都高速道路は、東京オリンピック終了後に、地元の反対に基づき、日本橋川の上空を通るように変更された。

### 近年の議論
上記の経緯の結果、日本橋上空は首都高速道路（具体的には都心環状線江戸橋出入口と呉服橋出入口の間）に覆われ、都市景観の在り方を含めた多くの議論を抱えることとなった。2005年（平成17年）12月には「美しい景観を創る会」（代表：早稲田大学教授伊藤滋）によって「悪い景観百景」の第1弾七十選の一つにも選定された。
2006年（平成18年）には奥田碩日本経団連会長らによる有識者会議である「日本橋川に空を取り戻す会（日本橋みち会議）」が、首都高速道路を地下に移設（江戸橋ジャンクションから竹橋ジャンクションまで）して周辺を親水公園などに造り変えるという再開発構想をまとめた。小泉純一郎首相（当時）もこの構想を後押しする発言をしている が、試算5000億円といった莫大な費用が見込まれ、石原慎太郎東京都知事（当時）は反対し、「日本橋の方を移転させるべし。橋さえあればいいんだから。これが小説家の発想」と発言した。

### 今後の予定
2017年に国土交通省は、日本橋上空を覆う首都高速道路の地下移設に向け、具体策の検討に入ることを決めた。事業費は数千億円かかる見込みで、2020年東京オリンピック・パラリンピック後の着工を目指している。完成（竣工）には10〜20年かかる見通し。

2021年11月現在、日本橋地区の再開発により日本橋の上を通る高速道路は地下化されるとの報道がなされている（「外部リンク＃首都高速道路日本橋区間地下化事業」も参照）。
2025年4月、首都高速道路株式会社による地下トンネル工事が本格着工した。日本橋川をせき止めずに川の地下を掘り、地下鉄半蔵門線の線路空間に影響を与えず、文化財の常盤橋を保護しながら進め、地下トンネルへの切り替えは2035年度を予定、日本橋川上空の高架撤去は2040年度となる見通しである。

## ギャラリー

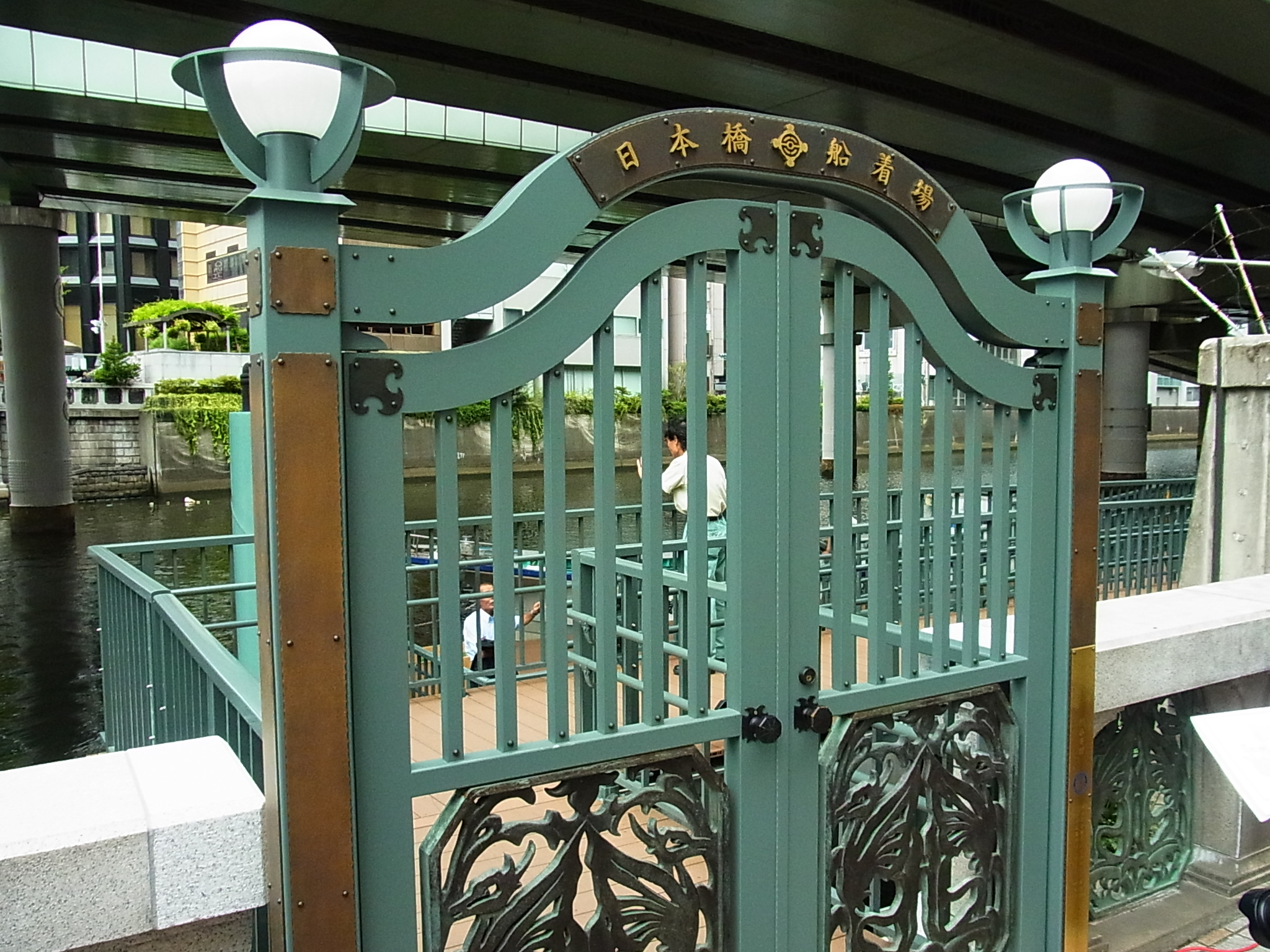
日本橋横にある日本橋船着場入口（2011年7月23日撮影）
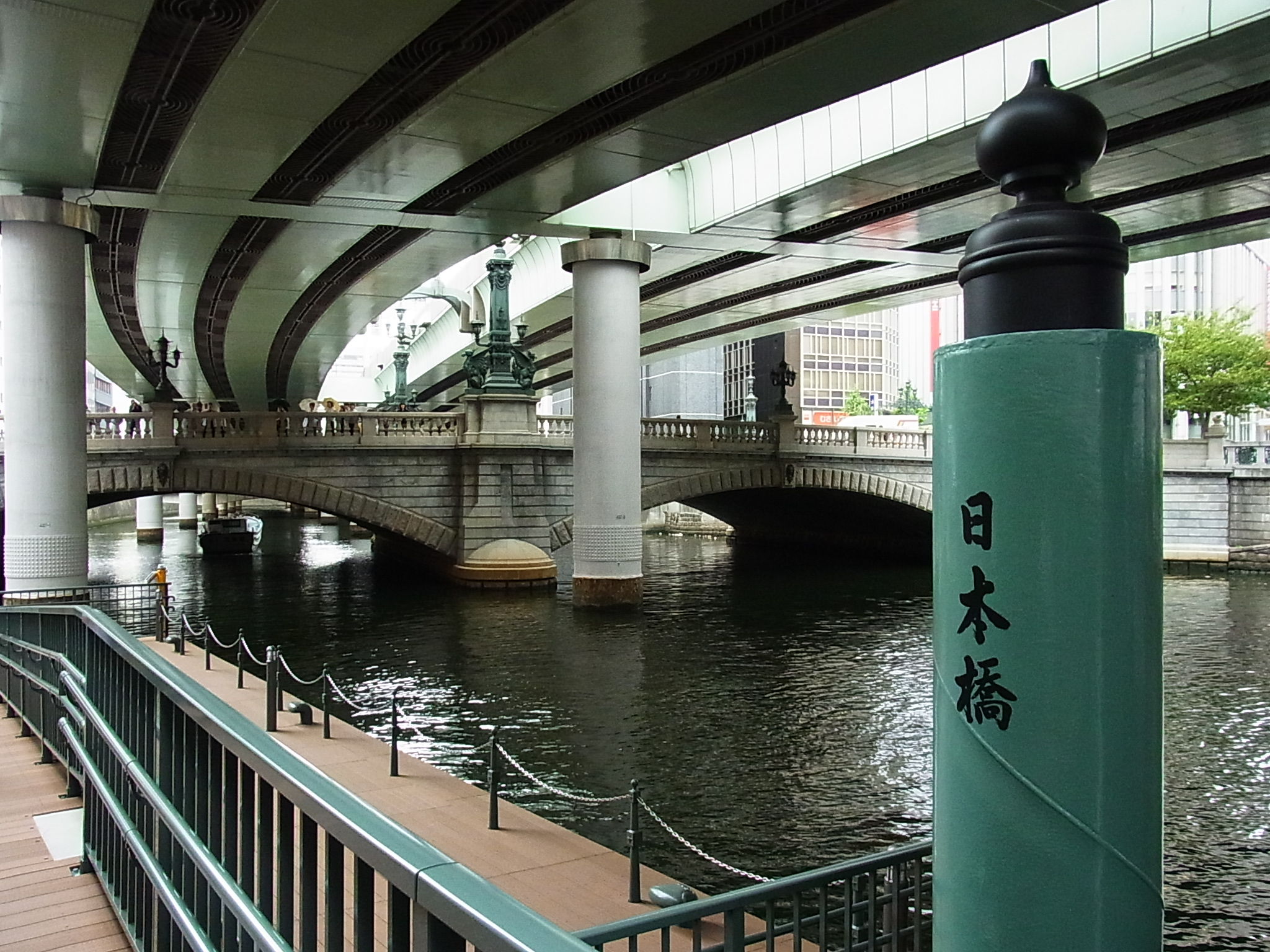
同左、船着場（2011年7月23日撮影）
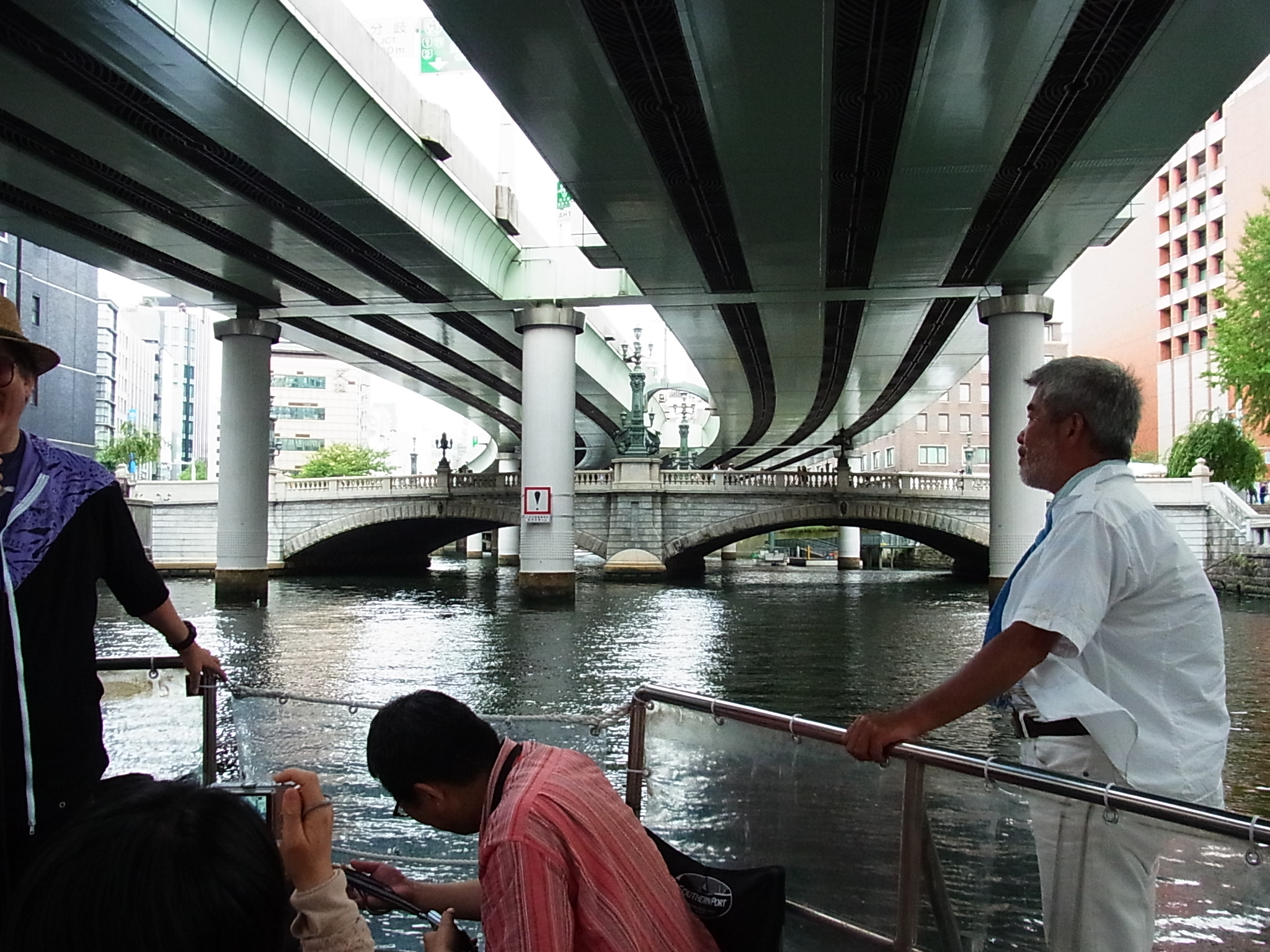
日本橋川の水面近くから見上げた日本橋（2011年7月23日撮影）